# Jennerstier
Der Jennerstier ist ein jährlich vom Deutschen Alpenverein (DAV) ausgetragener Wettkampf im Skibergsteigen am Jenner bei Berchtesgaden. Seit einigen Jahren zählt das Rennen zum DAV Skitourencup und seit 2008 auch zum Austria Skitourcup astc. Im Rahmen des Jennerstier wurden bereits Deutsche Meisterschaften in den Disziplinen Single und Team ausgetragen.
Das Rennen wurde 2006 erstmals ausgetragen. Lokaler Ausrichter ist jeweils die Sektion Berchtesgaden des DAV.
Die Rennstrecke der langen Runde geht über insgesamt rund 2000 Höhenmeter Aufstieg sowie rund 1400 Höhenmeter Abfahrt, die kurze Strecke über 1.300 Höhenmeter Aufstieg und 700 Höhenmeter Abfahrt. Gestartet wird bei beiden Strecken bei der Talstation der Jennerbahn. Zunächst verlaufen beide Strecken über die Skipiste, Mittelstation, Beckhang, den kleinen Spinnergraben zur Bergstation und je nach Verhältnissen zum Jennergipfel. Von hier führen beide Strecken durch den großen Spinnergraben zum Ziel bei der Mittelstation (Kurzstrecke), die Langstreckler müssen von hier jedoch noch einmal auf eine zweite Runde hinauf zum Jennergipfel, bevor es dann schließlich ins Ziel geht.
Nach einer Inspektion des Internationalen Verbandes für Wettkampf-Skibergsteigen ISMF im Jahre 2010 wird der Jennerstier in der Saison 2011 erstmals als „Homologated Race“ in den internationalen Rennkalender aufgenommen und die Läufer können hier Weltranglistenpunkte sammeln. Damit bekommt der Jennerstier auch als erstes deutsches Skitourenrennen überhaupt die Eignung für ein Weltcuprennen attestiert und kann ab der Saison 2012 in diese höchste internationale Rennklasse aufsteigen.